# 郊尾镇
郊尾镇是中国福建省莆田市仙游县下辖的一个镇、地處仙遊縣南部，東與城廂區靈川、華亭鎮相鄰，南與楓亭鎮接壤，西與園莊鎮為界，北與蓋尾鎮毗鄰。行政區域面積60.24平方公里，鎮政府駐郊尾社區。

## 行政区划
郊尾镇下辖以下地区：
郊尾社区、西山村、后面村、宝坑村、伍狮村、古店村、湖宅村、梅塘村、东湖村、三埔村、埕边村、后沈村、长岭村、长安村、沙溪村、阳谷村、染厝村、后溪村、阮庄村、塘边村和新和村。